# Акантодерині
Акантодерині (Acanthoderini) — триба жуків з родини вусачів.

## Ситематика
Роди:
- Еґоморф (Aegomorphus Haldeman, 1847)